# Alina Müller
Alina Müller (* 12. März 1998 in Lengnau AG) ist eine Schweizer Eishockeyspielerin, die seit 2023 für die Boston Fleet in der Professional Women’s Hockey League auf der Position der Stürmerin spielt. Sie gilt als eine der besten Eishockeyspielerinnen weltweit. Ihr Bruder Mirco ist ebenfalls Eishockeyspieler.

## Karriere
Alina Müller stammt aus dem Nachwuchsbereich des EHC Winterthur und durchlief dort alle Altersstufen bis hin zu den U17-Junioren. Ab 2012 spielte sie parallel für die ZSC Lions Frauen in der Leistungsklasse A und gewann mit dem Team 2013 die Schweizer Meisterschaft.
Alina Müller besuchte wie viele andere Nachwuchssportler das Kunst- und Sportgymnasium Rämibühl in Zürich und machte dort 2018 ihre Matura.
Aufgrund der besseren Trainingsmöglichkeiten spielte Müller ab 2014 vermehrt für die U17-Junioren des EHC Kloten in der höchsten Spielklasse der U17-Altersstufe (Elite-Novizen).
Zwischen 2015 und 2017 war sie aufgrund von Zeitproblemen ausschliesslich beim EHC Kloten aktiv. 2017 erhielt sie (mit 19 Jahren) keine Over-Age-Ausnahmegenehmigung mehr für die U17-Spielklasse und wechselte zurück ins Fraueneishockeyteam der ZSC Lions. Dort gehörte Müller in der Saison 2017/18 zu den offensiv besten Spielerinnen der SWHL A. Ab der Saison 2018/19 studierte Alina Müller an der Northeastern University, die auch Florence Schelling und Julia Marty besuchten, und spielte parallel dazu für das Eishockeyteam der Universität, die Huskies in der Hockey East.
In der Saison 2019/20 war Müller eine der drei Finalistinnen um den Patty Kazmaier Memorial Award für die beste weibliche College-Eishockeyspielerin in den Vereinigten Staaten, die Trophäe gewann allerdings die Kanadierin Élizabeth Giguère. Auch in den Jahren 2019, 2021 und 2022 gehörte sie zu den Nominierten für den Preis und schaffte es 2023 noch einmal unter die Top 3. Darüber hinaus erhielt sie viele weitere persönliche Auszeichnungen der NCAA und Hockeyeast.
Nach Beendigung ihres Studiums verblieb sie in Boston und unterschrieb im Mai 2023 ihren ersten Profivertrag bei den Boston Pride aus der Premier Hockey Federation. Einen Monat später wurde die PHF an Investoren verkauft. Infolgedessen stellten die Boston Pride den Spielbetrieb ein. Die Investoren der PHF-Übernahme gründeten anschließend zusammen mit der PWHPA die Professional Women’s Hockey League. Im ersten PWHL-Draft im September 2023 wurde Müller an dritter Stelle vom Team PWHL Boston ausgewählt.

### International
Ab 2013 spielte Müller für die U18-Juniorinnen-Nationalmannschaft der Schweiz und nahm mit dieser an der U18-Weltmeisterschaft 2013 der Division I teil. Dabei belegte sie mit dem Nationalteam den zweiten Platz und wurde (im Alter von 14 Jahren) als beste Stürmerin des Turniers ausgezeichnet.
Erst im Januar 2014 wurde Müller von Nationaltrainer René Kammerer für die Olympischen Winterspiele in Sotschi nominiert. Damit war Alina Müller mit 15 Jahren das jüngste Mitglied des gesamten Schweizer Olympiaaufgebots und die jüngste Eishockeyspielerin des olympischen Eishockeyturniers. Im Spiel um den dritten Platz traf Müller 1:07 Minuten vor Spielende zum 4:2 ins leere Tor der schwedischen Nationalmannschaft. Dieses Tor sollte am Ende das entscheidende sein, denn 43 Sekunden vor Schluss verkürzte Pernilla Winberg für Schweden noch auf 4:3, so dass die Schweiz die Bronzemedaille gewann.
Bei der U18-Frauenweltmeisterschaft 2014 der Div. I wenige Wochen später schaffte Müller mit der U18-Auswahl den Aufstieg in die Top-Division und wurde selbst als beste Stürmerin des Turniers ausgezeichnet. Zudem belegte sie den ersten Rang bei den Torschützen und Topscorern. Weitere Teilnahmen an U18-Weltmeisterschaften folgten 2015 und 2016, wobei sie bei Letzterem erneut als beste Stürmerin ausgezeichnet, ins All-Star Team berufen und sowohl beste Torschützin und Topscorerin des Turniers wurde. Insgesamt erzielte Müller bei vier Weltmeisterschaftsturnieren im U18-Bereich 24 Tore und 9 Assists in 20 Spielen.
Ihren ersten Weltmeisterschaftseinsatz im Frauenbereich erhielt sie bei der Eishockey-Weltmeisterschaft der Frauen 2015 und erzielte dort auch ihr erstes WM-Tor. Ein Jahr später, bei der Weltmeisterschaft 2016, erzielte sie jeweils 1 Tor und Assist. Mit 4 Toren und 4 Assists war sie zweitbeste Scorerin der Schweizer Auswahl und sechst-beste Scorerin der Weltmeisterschaft 2017.

## Erfolge und Auszeichnungen

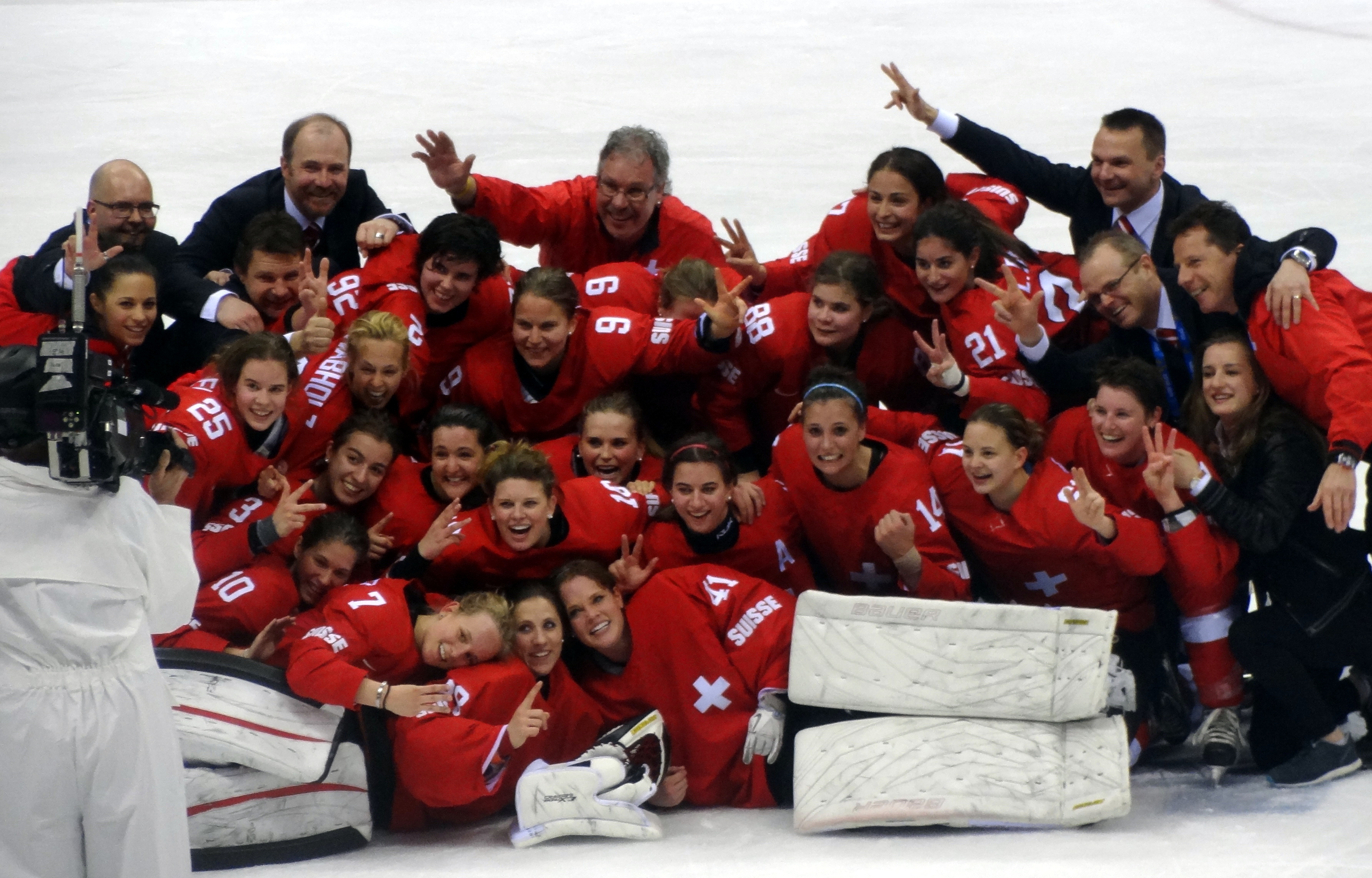
Gewinn der Bronzemedaille bei den Olympischen Winterspielen 2014

- 2013 Schweizer Meister mit den ZSC Lions Frauen
- 2018 Swiss Ice Hockey Woman of the Year
- 2019 Winterthurer Sportlerin des Jahres
- 2019 Swiss Ice Hockey Woman of the Year
- 2019 AHCA First Team All-American
- 2020 AHCA Second Team All-American
- 2021 AHCA First Team All-American
- 2021 All-NCAA-Div.I First Team
- 2021 Hockey East Scoring Champion (31 Pkt.)
- 2021 NCAA All-Tournament Team
- 2022 Swiss Ice Hockey Woman of the Year
- 2024 All-Rookie-Team der PWHL
- 2024 Swiss Ice Hockey Woman of the Year[13]

### International
- 2013 Beste Stürmerin bei der U18-Frauenweltmeisterschaft der Division I
- 2014 Bronzemedaille bei den Olympischen Winterspielen
- 2014 Aufstieg in die Topdivision bei der U18-Frauenweltmeisterschaft der Division I
- 2014 Beste Torschützin, Topscorerin und beste Stürmerin der U18-Frauenweltmeisterschaft der Division I
- 2016 Beste Stürmerin und All-Star-Team der U18-Frauenweltmeisterschaft
- 2016 Beste Torschützin und Topscorerin der U18-Frauenweltmeisterschaft
- 2018 Beste Torschützin, Topscorerin, beste Stürmerin und All-Star-Team der Olympischen Winterspiele

## Karrierestatistik
(Legende zur Spielerstatistik: Sp oder GP = absolvierte Spiele; T oder G = erzielte Tore; V oder A = erzielte Assists; Pkt oder Pts = erzielte Scorerpunkte; SM oder PIM = erhaltene Strafminuten; +/− = Plus/Minus-Bilanz; PP = erzielte Überzahltore; SH = erzielte Unterzahltore; GW = erzielte Siegtore; 1 Play-downs/Relegation; Kursiv: Statistik nicht vollständig)